# Tremona
Tremona is een plaats en voormalige gemeente in het Zwitserse kanton Ticino, en maakt deel uit van het district Mendrisio.
Tremona telt 443 inwoners.